# 阿爾弗雷德·德·繆塞
阿爾弗雷德·德·繆塞（法語：Alfred de Musset，全名：Alfred Louis Charles de Musset-Pathay，1810年12月11日—1857年5月2日）是法國貴族、劇作家、詩人、小說作家。

## 生平
阿爾弗雷德·德·繆塞在1810年生於法國巴黎，家族都是上流社會的貴族。兄長保羅·德繆塞也是作家。

## 外部連結
- Alfred de Musset的作品  - 古騰堡計劃